# Plicatoperipatus jamaicensis
Plicatoperipatus jamaicensis é uma espécie de invertebrado da família Peripatidae.
É endémica da Jamaica.